# Bob Beauprez
Bob Beauprez (ur. 22 września 1948 w Lafayette, Kolorado) – amerykański polityk, członek Partii Republikańskiej.
W latach 2003–2007 przez dwie dwuletnie kadencje Kongresu Stanów Zjednoczonych był przedstawicielem siódmego okręgu wyborczego w stanie Kolorado w Izbie Reprezentantów Stanów Zjednoczonych.